# Lijst van personen overleden in januari 2017
Dit is een lijst van bekende personen die zijn overleden in januari 2017.

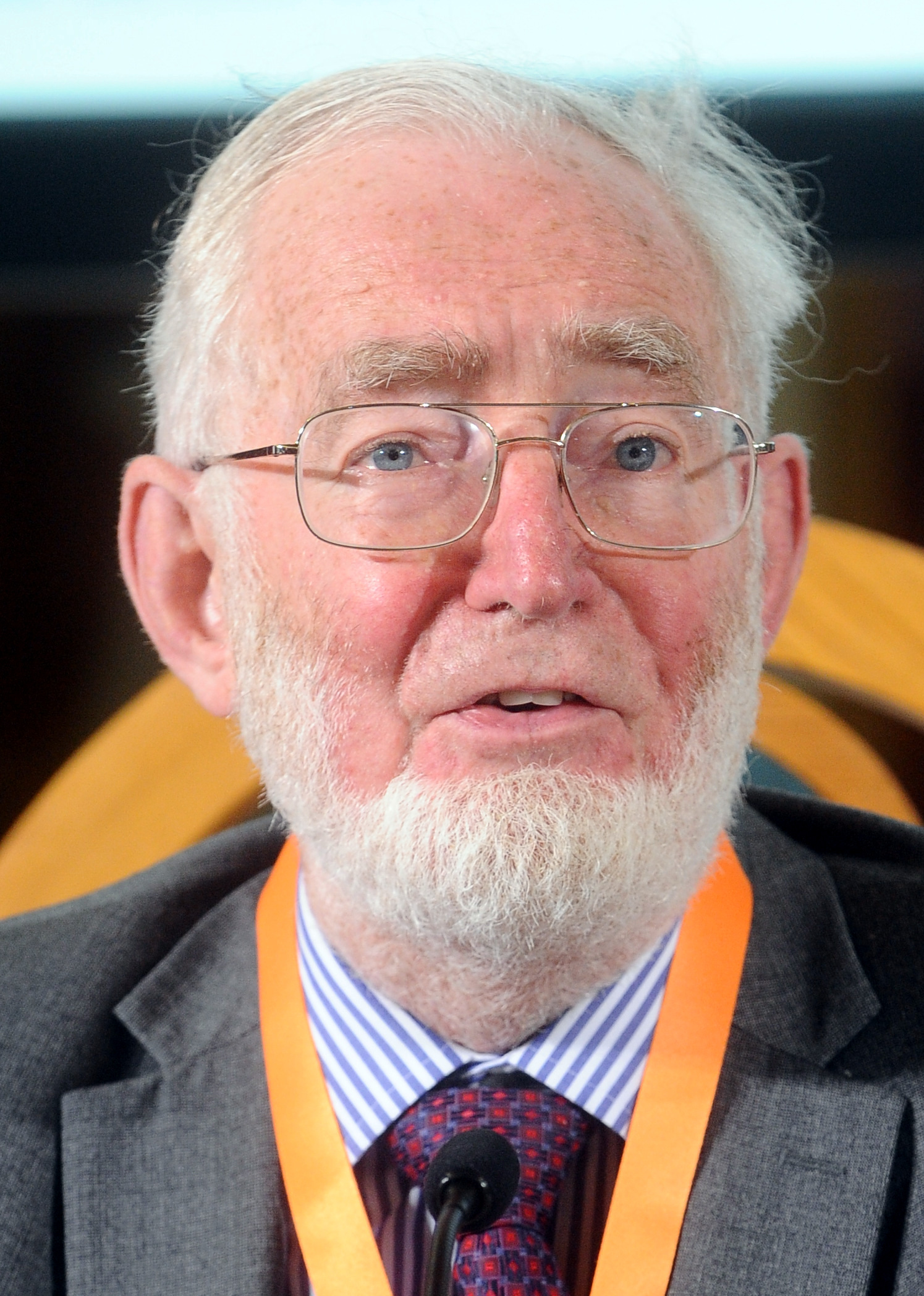
Tony Atkinson
1 januari

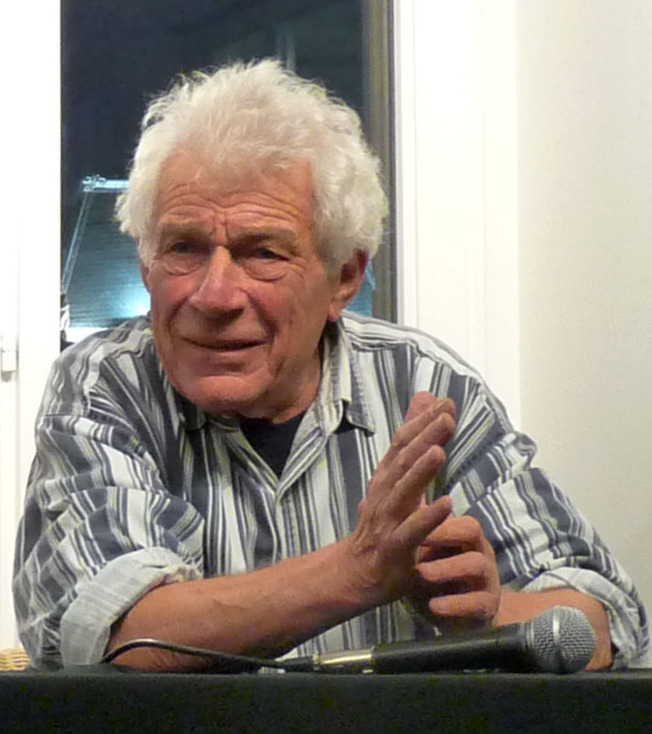
John Berger
2 januari

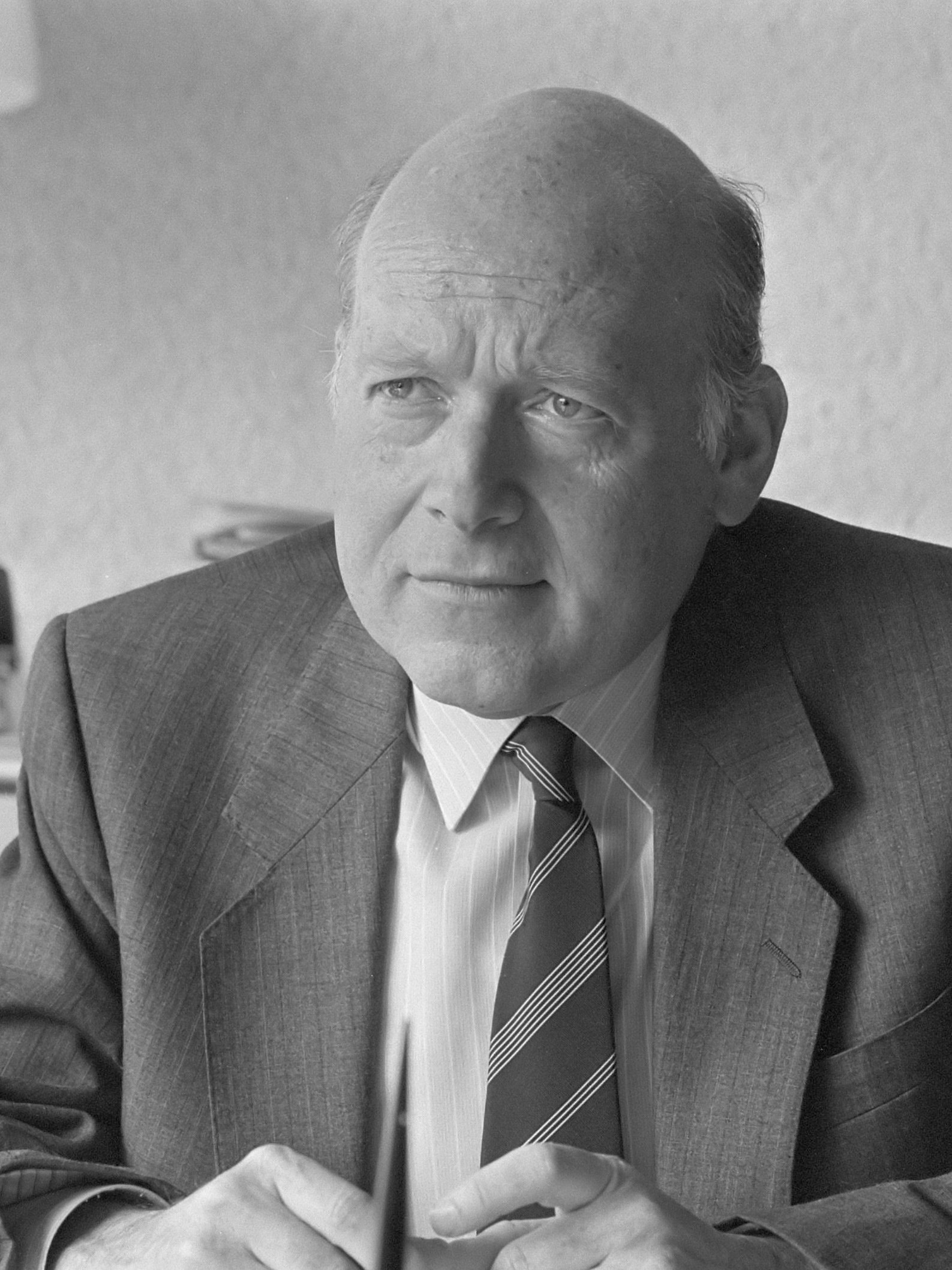
André Szász
2 januari

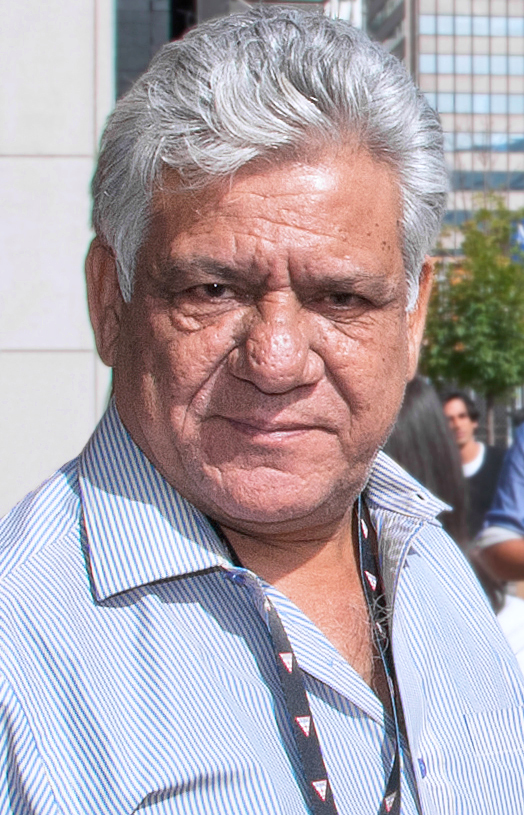
Om Puri
6 januari

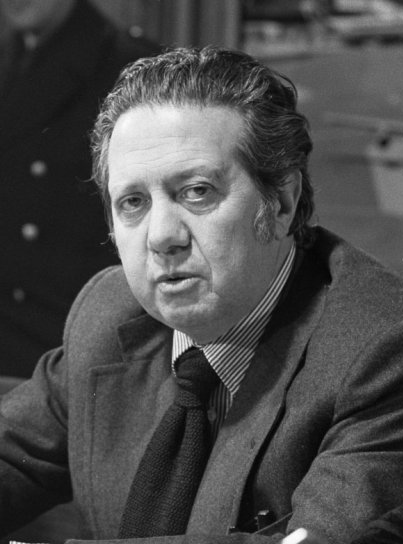
Mário Soares
7 januari

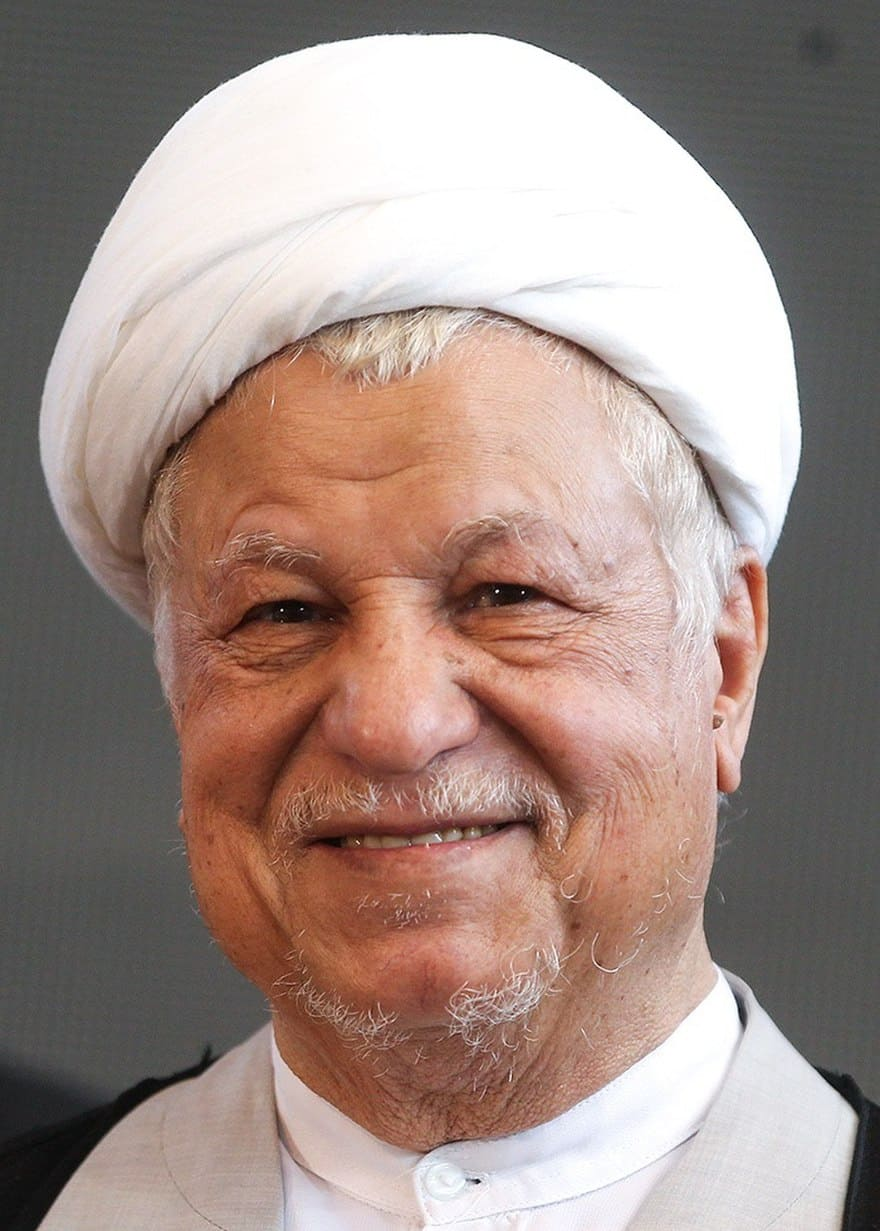
Ali Akbar Hashemi Rafsanjani
8 januari

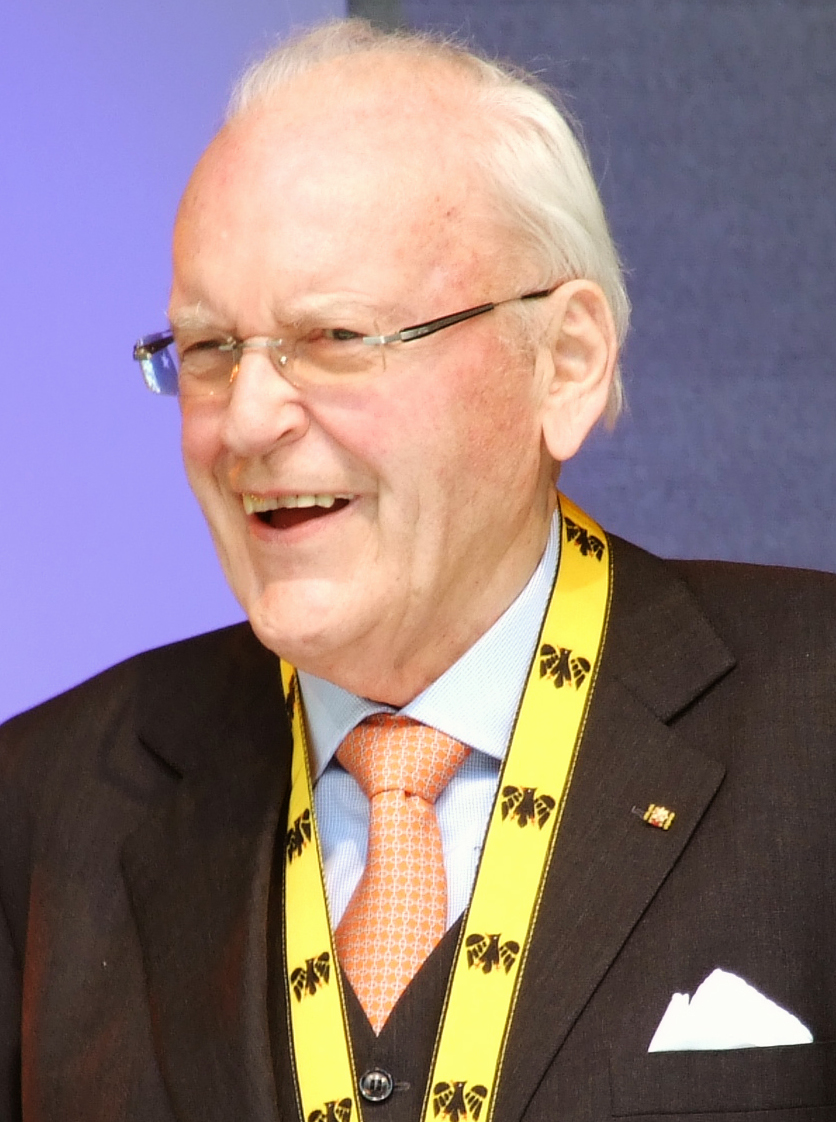
Roman Herzog
10 januari

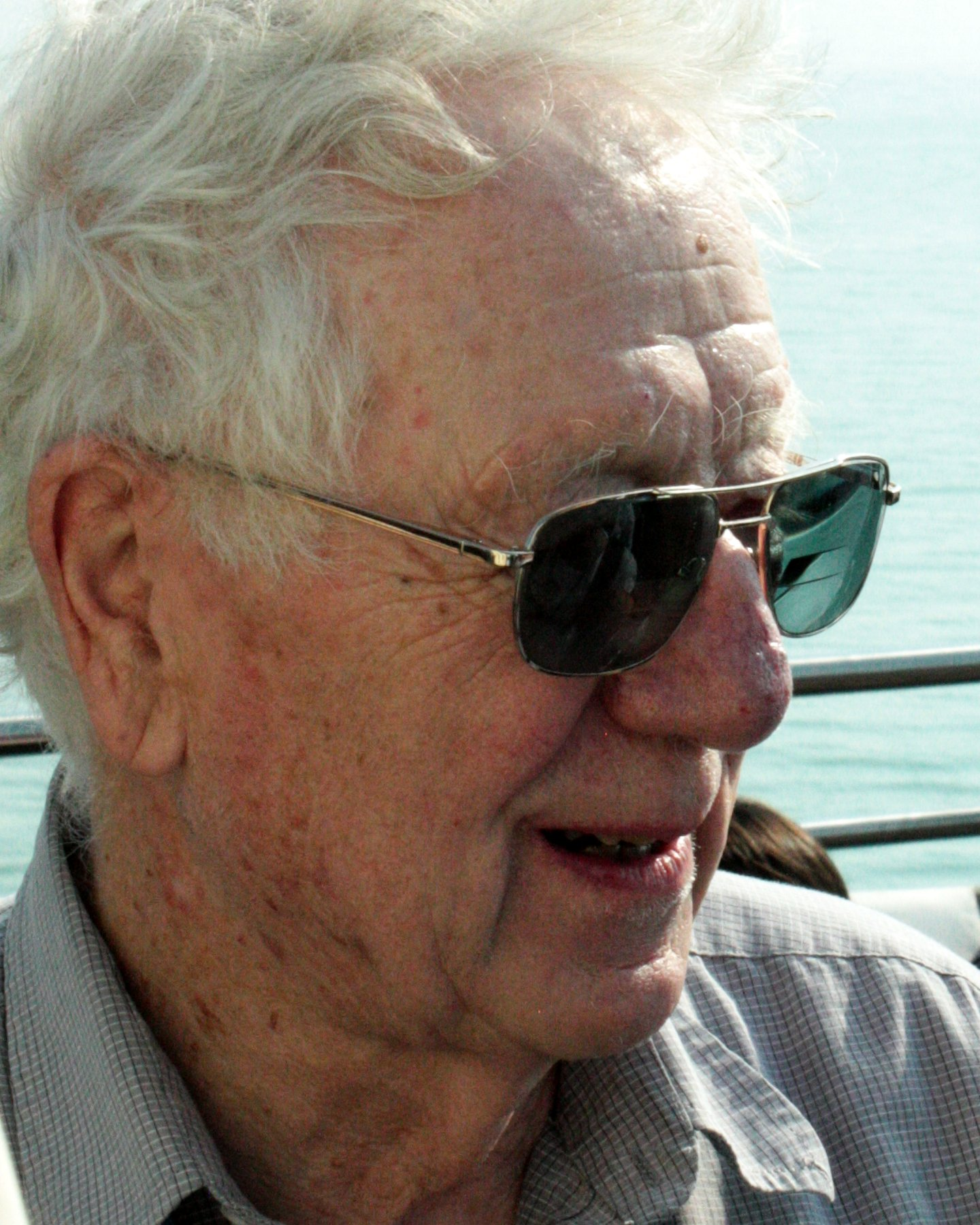
Oliver Smithies
10 januari

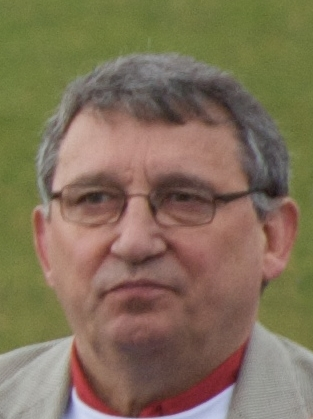
Graham Taylor
12 januari

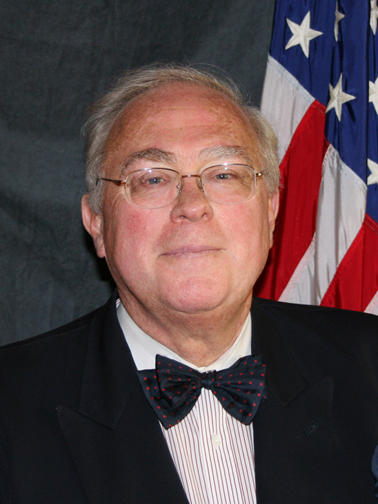
Kevin Starr
14 januari

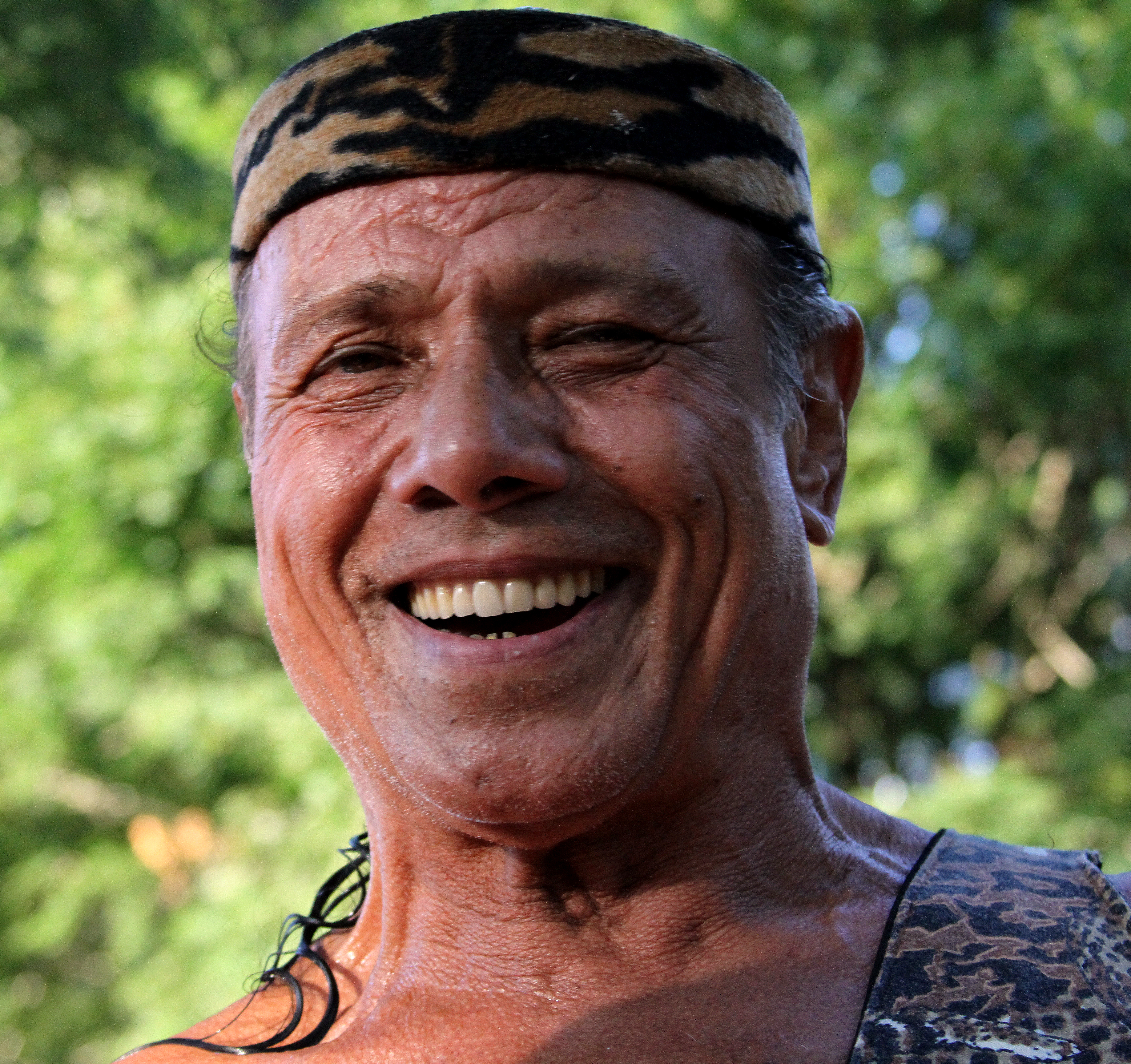
Jimmy Superfly Snuka
15 januari

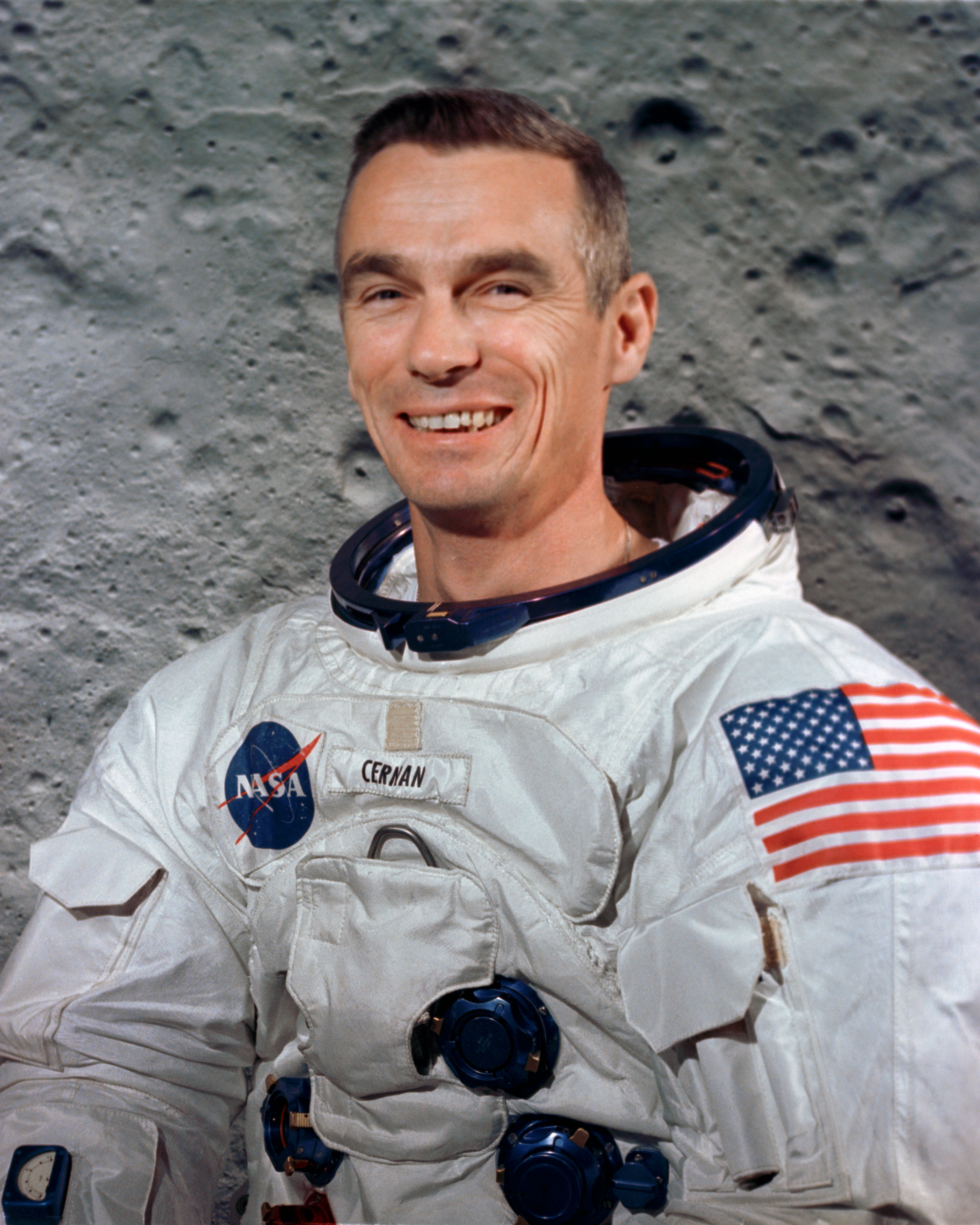
Eugene Cernan
16 januari

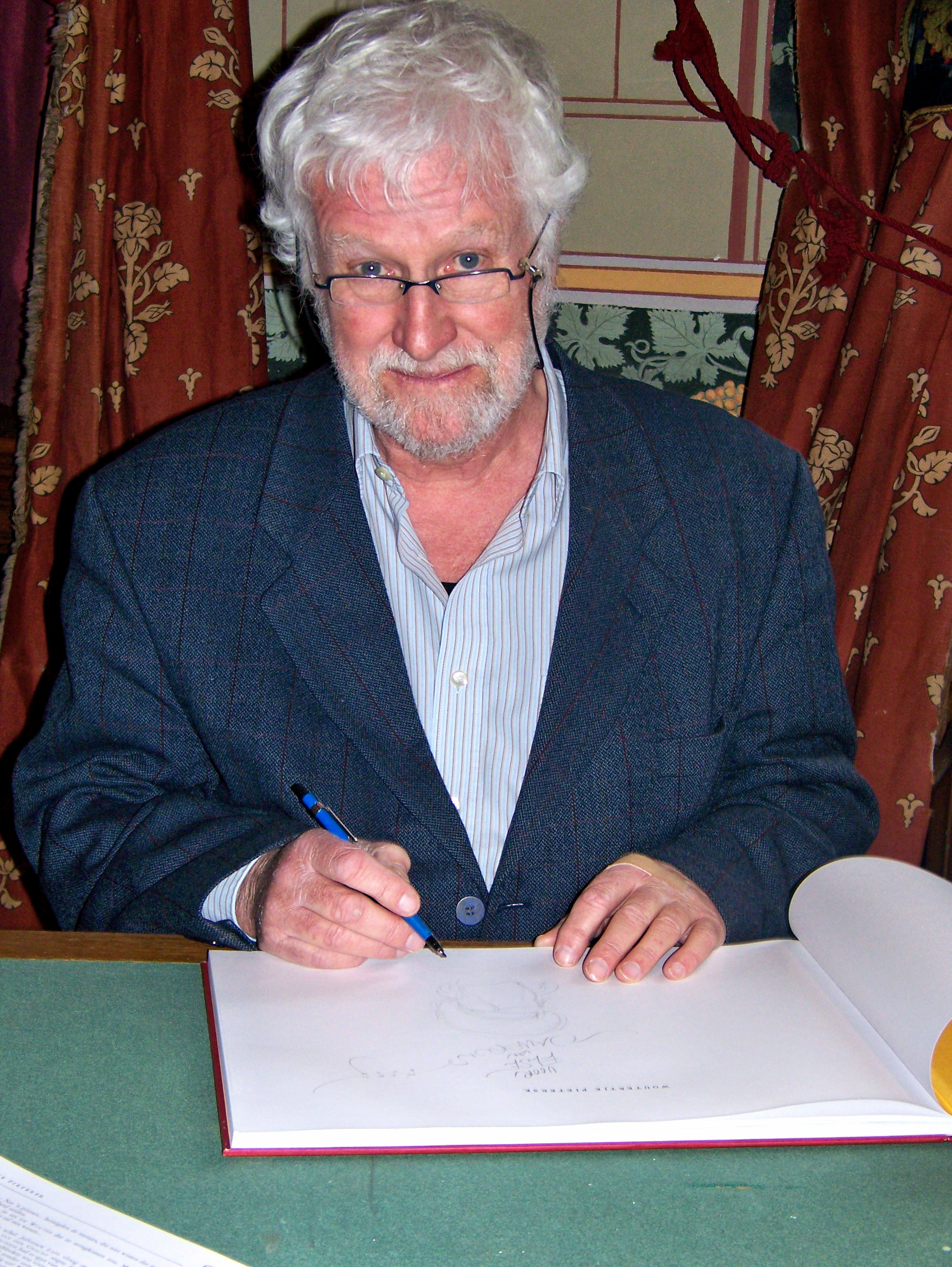
Jan Kruis
19 januari

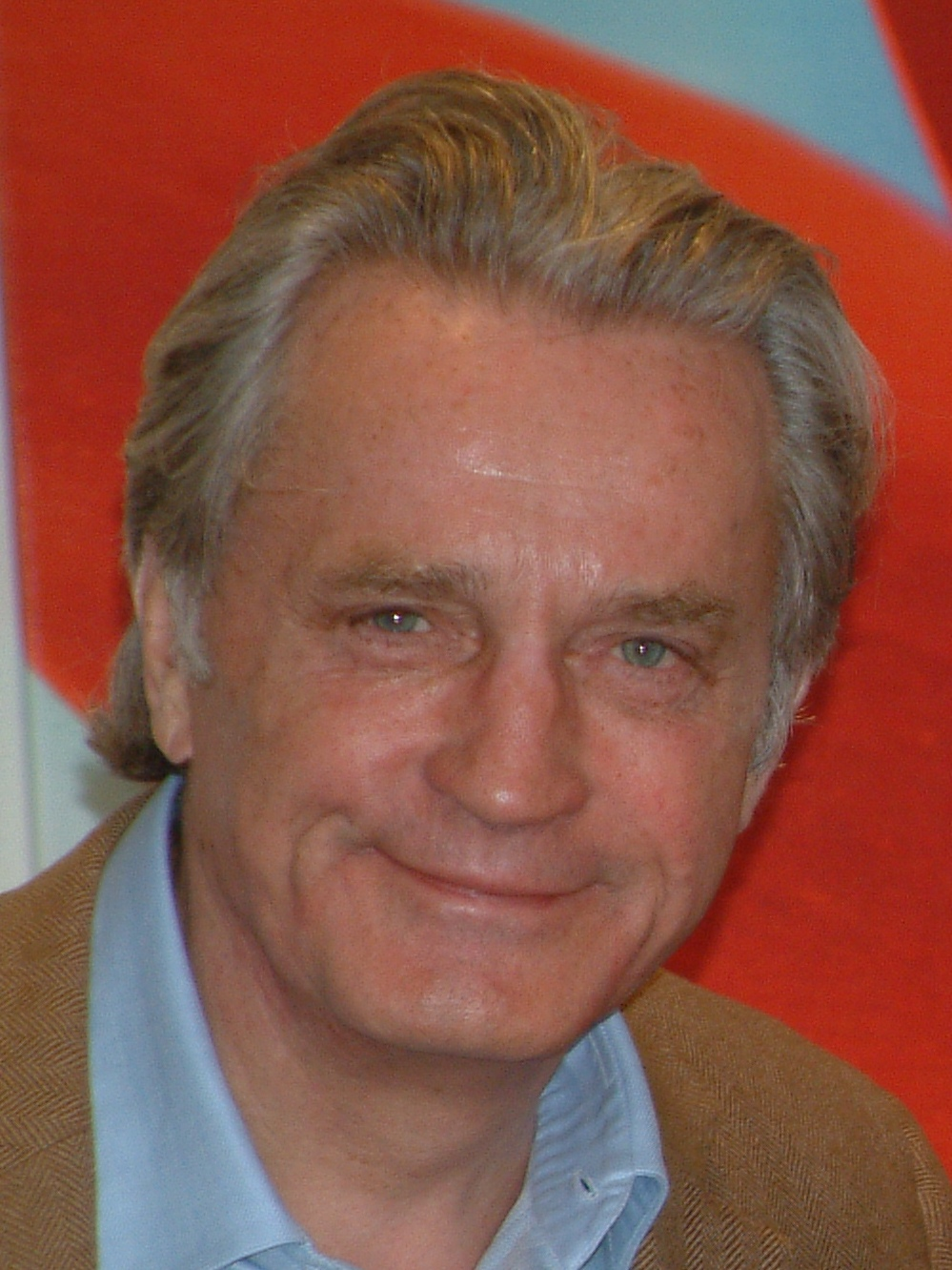
Hans Breukhoven
20 januari

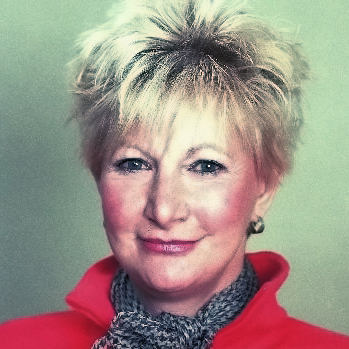
Adèle Bloemendaal
21 januari

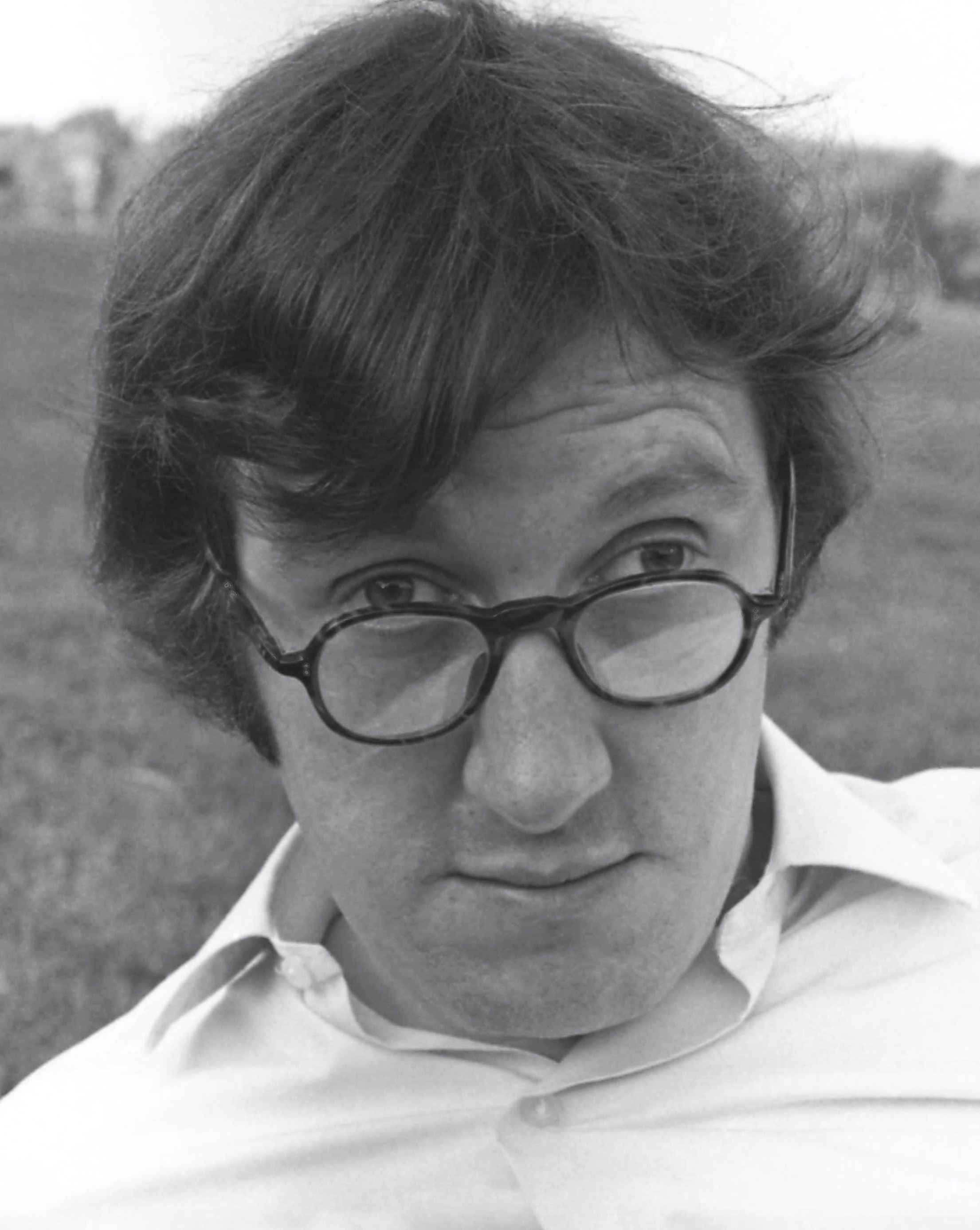
Gorden Kaye
23 januari

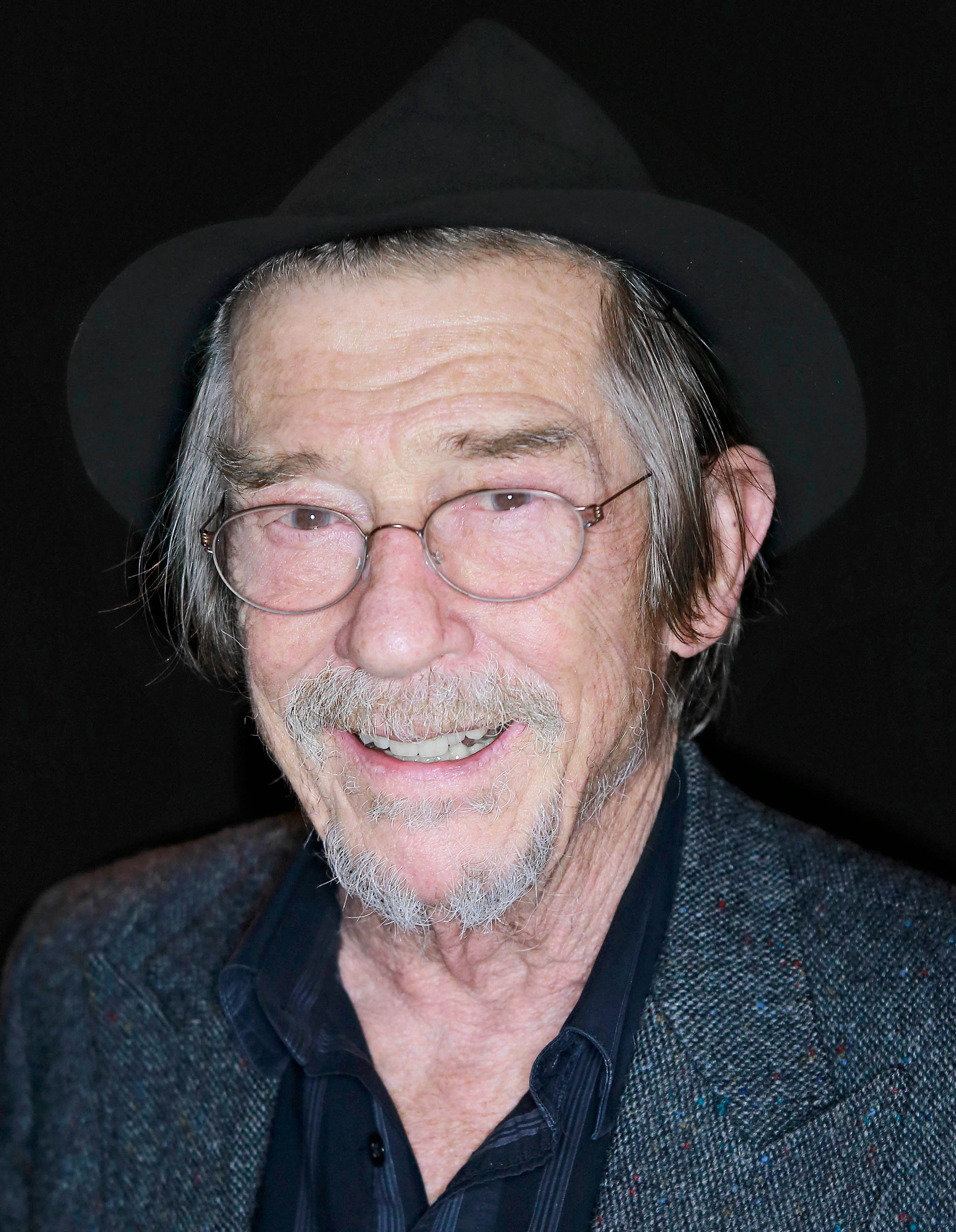
John Hurt
25 januari

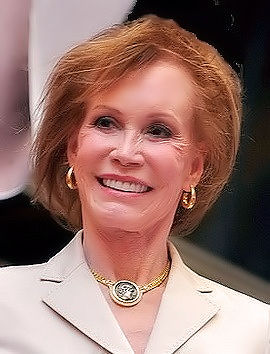
Mary Tyler Moore
25 januari

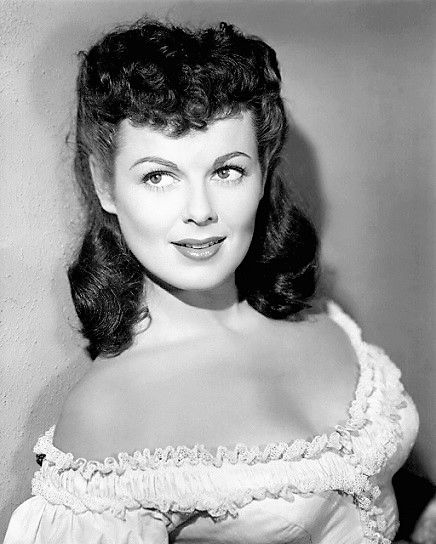
Barbara Hale
26 januari

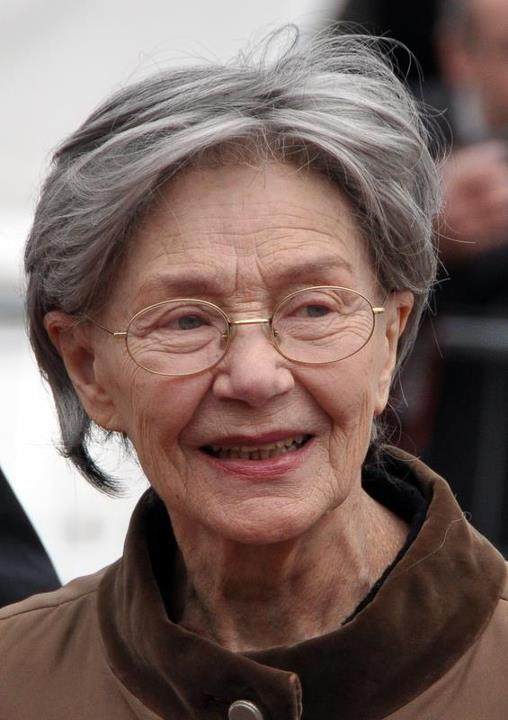
Emmanuelle Riva
27 januari

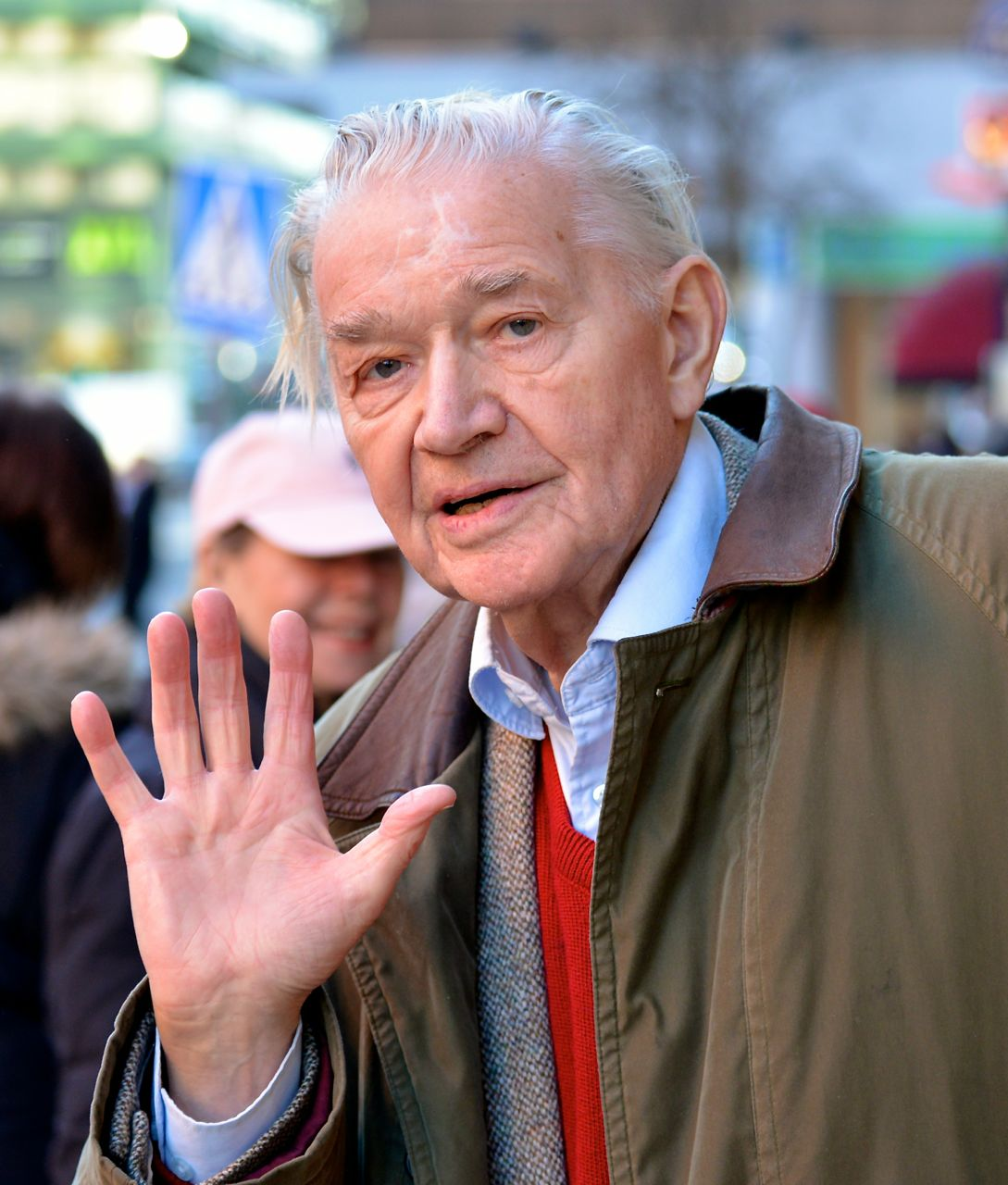
Lennart Nilsson
28 januari

| 1 | 2 | 3 | 4 | 5 | 6 | 7 | 8 | 9 | 10 | 11 | 12 | 13 | 14 | 15 | 16 | 17 | 18 | 19 | 20 | 21 | 22 | 23 | 24 | 25 | 26 | 27 | 28 | 29 | 30 | 31 |
| - | - | - | - | - | - | - | - | - | -- | -- | -- | -- | -- | -- | -- | -- | -- | -- | -- | -- | -- | -- | -- | -- | -- | -- | -- | -- | -- | -- |

### 1 januari
- Tony Atkinson (72), Brits econoom[1]
- Johan Bruinsma (89), Nederlands plantenfysioloog[2]
- Hilarion Capucci (94), Syrisch Melkitisch Grieks-Katholieke aartsbisschop en prelaat van Jeruzalem[3]
- René De Clercq (71), Belgisch veldrijder[4]
- Bill Craig (71), Amerikaans zwemmer[5]
- Lorne Loomer (79), Canadees roeier[6]
- Mel Lopez (81), Filipijns politicus[7]
- Yaakov Neeman (77), Israëlisch rechtsgeleerde, advocaat en politicus[8]
- Emmanuel Niyonkuru (54), Burundees politicus[9]
- Derek Parfit (74), Brits filosoof[10]
- Brian Widlake (85), Brits televisiemaker[11]

### 2 januari
- José Barbara (72), Frans rallycoureur[12]
- John Berger (90), Brits schrijver, kunstenaar en essayist[13]
- François Chérèque (60), Frans vakbondsman[14]
- Anthony Goldstone (72), Brits pianist[15]
- Debby Moore (91), Amerikaans jazzzangeres[16]
- André Szász (84), Nederlands hoogleraar en centraal bankier[17]
- Viktor Tsaryov (85), Russisch voetballer[18]
- Jean Vuarnet (83), Frans alpineskiër[19]

### 3 januari
- Jaap Bethlem (92), Nederlands neuroloog[20]
- Ben Bos (86), Nederlands grafisch ontwerper[21]
- Igor Volk (79), Sovjet-Russisch astronaut[22]

### 4 januari
- Louw Hoogland (85), Nederlands burgemeester[23]
- Tjikkie Kreuger (75), Nederlands beeldhouwster[24]
- Georges Prêtre (92), Frans dirigent[25]
- Rein Edzard de Vries (74), Nederlands acteur[26]
- Wayne Westner (55), Zuid-Afrikaans golfspeler[27]

### 5 januari
- Luc Coene (69), Belgisch econoom, politicus en bankier[28]
- Tullio De Mauro (84), Italiaans taalkundige en politicus[29]
- Rafiq Sebaie (86), Syrisch acteur[30]
- Christopher Weeramantry (90), Sri Lankaans advocaat, rechter en hoogleraar[31]
- Klaus Wildbolz (79), Zwitsers acteur[32]

### 6 januari
- Yaron Ben-Dov (46), Israëlisch voetballer[33]
- Ricardo Piglia (75), Argentijns schrijver[34]
- Om Puri (66), Indiaas acteur[35]
- Ivar A. Mjør (83), Noors tandheelkundige[36]
- Francine York (80), Amerikaans actrice[37]

### 7 januari
- Lucina da Costa Gomez-Matheeuws (87), Nederlands-Antilliaans politicus[38]
- John Deely (74), Amerikaans filosoof en semioticus[39]
- Kees van Hardeveld (60), Nederlands waterpolospeler en -bondscoach[40]
- Nat Hentoff (91), Amerikaans historicus en jazzcriticus[41]
- Mário Soares (92), Portugees politicus[42]

### 8 januari
- Buddy Bregman (86), Amerikaans orkestleider, componist, arrangeur en regisseur[43]
- Nicolai Gedda (91), Zweeds zanger[44]
- Egbert van Hees (70), Nederlands tv-regisseur[45][46]
- James Mancham (77), Seychels staatsman[47]
- Rod Mason (76), Brits trompettist, kornettist en zanger[48]
- Zacharie Noah (79), Kameroens voetballer[49]
- Ruth Perry (77), president van Liberia[50]
- Ali Akbar Hashemi Rafsanjani (82), president van Iran[51]
- Wolfgang Max Hugo Sachtler (92), Duits scheikundige[52]
- Peter Sarstedt (75), Brits singer-songwriter[53]
- August Van Daele (72), Belgisch militair[54]

### 9 januari
- Zygmunt Bauman (91), Pools-Brits filosoof[55]
- Jacques Benders (92), Nederlands wiskundige[56]
- Roberto Cabañas (55), Paraguayaans voetballer[57]
- Chuck Deely (62), Amerikaans-Nederlands muzikant[58]
- Teresa Ann Savoy (61), Brits actrice[59]
- Timothy Smith (55), Amerikaans worstelaar[60]

### 10 januari
- Peter Boomgaard (70), Nederlandse historicus[61]
- Leonard French (88), Australisch kunstenaar[62]
- Daan van Golden (80), Nederlands kunstenaar[63]
- Buddy Greco (90), Amerikaans zanger en pianist[64]
- Roman Herzog (82), president van Duitsland[65]
- Clare Hollingworth (105), Brits journaliste[66]
- Ron Honthaner (83), Amerikaans regisseur en scenarioschrijver[67]
- Tony Rosato (62), Italiaans-Canadees komiek en acteur[68]
- Oliver Smithies (91), Brits-Amerikaans geneticus[69]

### 11 januari
- Tommy Allsup (85), Amerikaans gitarist[70]
- Pierre Arpaillange (92), Frans auteur en minister[71]
- Jan Davidse (87), Nederlands hoogleraar elektronica[72]
- François Van der Elst (62), Belgisch voetballer[73]

### 12 januari
- Giulio Angioni (77), Italiaans schrijver en antropoloog[74]
- Gianfranco Bettetini (83), Italiaans filmregisseur en scenarioschrijver[75]
- William Peter Blatty (89), Amerikaans roman- en filmscriptschrijver en filmmaker[76]
- Keith Hall (88), Brits autocoureur[77]
- Faig Jabbarov (44), Azerbeidzjaans voetballer[78]
- Graham Taylor (72), Engels voetballer en bondscoach[79]

### 13 januari
- Olly van Abbe (81), Nederlands kunstenares[80]
- Gilberto Agustoni (94), Zwitsers kardinaal[81]
- Antony Armstrong-Jones (86), lid Britse adel en fotograaf[82]
- Hans Berliner (87), Amerikaans informaticus en schaker[83]
- Horacio Guarany (91), Argentijns zanger en schrijver[84]
- John Jacobs (91), Brits golfspeler[85]
- Ari Rath (92), Oostenrijks-Israëlisch journalist[86]
- Jan Stoeckart (89), Nederlands componist, dirigent, trombonist en radioprogrammamaker[87]
- Udo Ulfkotte (56), Duits journalist[88]

### 14 januari
- Kevin Starr (76), Amerikaans historicus en bibliothecaris[89]
- Zhou Youguang (111), Chinees taalkundige[90]

### 15 januari
- Miel Dekeyser (84), Belgisch journalist[91][92]
- Charles-Henri Favrod (89), Zwitsers journalist en schrijver[93]
- Bill Horvitz (69), Amerikaans jazzmusicus[94]
- Thomas W. Jacobsen (81), Amerikaans auteur[95]
- Thandi Klaasen (86), Zuid-Afrikaans jazzzangeres[96]
- Marga van Rooy (75), Zuid-Afrikaans actrice[97]
- Jimmy Snuka (73), Fijisch worstelaar en acteur[98]
- Greg Trooper (61), Amerikaans musicus[99]
- Jean-Luc Vernal (72), Belgisch stripauteur en hoofdredacteur[100]

### 16 januari
- Eugene Cernan (82), Amerikaans astronaut[101]
- Aad van Hardeveld (86), Nederlands atleet[102]
- Tiemen Helperi Kimm (86), Nederlands museumdirecteur[103]
- William Onyeabor (70), Nigeriaans musicus[104]
- Charles 'Bobo' Shaw (69), Amerikaans jazzdrummer[105]
- Ilios Yannakakis (85), Grieks-Frans geschiedkundige en politicoloog[106]

### 17 januari
- Pascal Garray (51), Belgisch striptekenaar[107]
- Walter Lange (92), Duits horlogemaker en ondernemer[108]

### 18 januari
- Peter Henry Abrahams (97), Zuid-Afrikaans schrijver, journalist en dichter[109]
- Mike Kellie (69), Brits multi-instrumentalist, producer en songwriter[110]
- Hubert Lucot (81), Frans schrijver en dichter[111]
- Wilhelm Noll (90), Duits zijspan-motorcoureur[112]
- Roberta Peters (86), Amerikaans operazangeres[113]
- Onco Tattje (73), Nederlands kunstenaar[114]

### 19 januari
- Karen de Bok (55), Nederlands journaliste en televisiemaker[115]
- Loalwa Braz Vieira (63), Braziliaans zangeres[116]
- Thibaut Cuisset (58), Frans fotograaf[117]
- Miguel Ferrer (61), Amerikaans acteur[118]
- Inger Hovman (70), Deens actrice[119]
- Jan Kruis (83), Nederlands striptekenaar[120]
- Ger van Mourik (85), Nederlands voetballer[121]
- John Van Tongerloo (83), Belgisch wielrenner[122]

### 20 januari
- Robert Anker (70), Nederlands schrijver, dichter en literatuurcriticus[123]
- Hans Breukhoven (70), Nederlands ondernemer[124]
- Gerard Hueting (92), Nederlands verzetsstrijder[125]
- Michel Mandel (90), Belgisch-Nederlands biochemicus[126]
- Chuck Stewart (89), Amerikaans jazzfotograaf[127]
- Frank Thomas (80), Frans tekstschrijver[128]

### 21 januari
- Marc Baecke (60), Belgisch voetballer[129]
- Giacomo Becattini (90), Italiaans econoom[130]
- Adèle Bloemendaal (Adèle Hameetman) (84), Nederlands zangeres, actrice en comédienne[131]
- Anne Perrier (94), Zwitsers dichteres[132]
- Maggie Roche (65), Amerikaans zangeres en songwriter[133]
- Veljo Tormis (86), Ests componist[134]
- Wim Wesselink (92), Nederlands burgemeester[135]

### 22 januari
- Ed Berger (67), Amerikaans auteur[136]
- Giovanni Corrieri (96), Italiaans wielrenner[137]
- Jean Karakos (76), Frans muziekproducent[138]
- Lisbeth Korsmo (69), Noors schaatsster[139]
- Jaki Liebezeit (78), Duits drummer[140]
- Peter Overend Watts (69), Brits bassist[141]
- Francisco Palmeiro (84), Portugees voetballer[142]
- Masaya Nakamura (91), Japans ondernemer[143]

### 23 januari
- J.S.G. Boggs (62), Amerikaans kunstenaar[144]
- Bobby Freeman (76), Amerikaans soulzanger[145]
- Dmitri Grabovski (31), Oekraïens-Israëlisch wielrenner[146]
- Gorden Kaye (75), Brits acteur[147]
- Douglas Reeman (92), Brits schrijver[148]
- Bram Schuijff (89), Nederlands hoogleraar[149]
- Herman Vanden Berghe (83), Belgisch geneticus en baron[150]
- Mary Webster (81), Amerikaans actrice[151]

### 24 januari
- Fred André (75), Nederlands voetballer[152]
- Jean-Olivier Héron (78), Frans artiest en uitgever[153]
- Fred Lindeman (84), Nederlands vioolbouwer[154]
- Martin Nicholas Lohmuller (97), Amerikaans bisschop[155]
- Jacques Moreau (83), Frans vakbondsman en politicus[156]
- Butch Trucks (69), Amerikaans drummer[157]
- Chuck Weyant (93), Amerikaans autocoureur[158]

### 25 januari
- John Hurt (77), Brits acteur[159]
- Harry Mathews (86), Amerikaans schrijver[160]
- Dick Meldonian (86), Amerikaans jazzmusicus[161]
- Katja of Sweden (97), Zweeds modeontwerpster[162]
- Mary Tyler Moore (80), Amerikaans actrice[163]
- Volkert de Villeneuve (95), Nederlands hoogleraar[164]

### 26 januari
- Mike Connors (91), Amerikaans acteur[165]
- Barbara Hale (94), Amerikaans actrice[166]
- Paul Lanneau (91), Belgisch bisschop[167]
- Will Simon (87), Nederlands journalist[168]
- Miikka Toivola (67), Fins voetballer[169]
- Michael Tönnies (57), Duits voetballer[170]

### 27 januari
- Wim Anderiesen jr. (85), Nederlands voetballer[171]
- Henry-Louis de La Grange (92), Frans musicoloog[172]
- Éléonore Hirt (97), Frans actrice[173]
- Bob Holiday (84), Amerikaans acteur[174]
- Emmanuelle Riva (89), Frans actrice[175]
- Billy Simpson (87), Noord-Iers voetballer[176]
- Gisella Sofio (85), Italiaans actrice[177]
- Aleksandr Tichanovitsj (64), Wit-Russisch zanger[178]

### 28 januari
- Andre Arruda (33), Canadees acteur en komiek[179]
- Jean Bogaerts (92), Belgisch wielrenner[180]
- Rembert De Smet (62), Belgisch zanger[181]
- Stanley Kallis (88), Amerikaans tv-producent[182]
- Geoff Nicholls (68), Brits rockmuzikant[183]
- Lennart Nilsson (94), Zweeds fotograaf[184]

### 29 januari
- Ruslan Barburoș (38), Moldavisch voetballer[185]
- Joop Gouweleeuw (76), Nederlands judoka[186]

### 30 januari
- Dore Ashton (88), Amerikaans kunstcriticus[187]
- Gaston Onkelinx (84), Belgisch politicus[188]
- Barend van Vliet (85), Nederlands voetballer[189]

### 31 januari
- Alicia Corveleyn (112), oudste Belgische persoon[190]
- Frank Pellegrino (72), Amerikaans acteur[191]
- Giovanni Perissinotto (91), Italiaans voetballer en voetbaltrainer[192]
- Annie Saumont (89), Frans schrijfster[193]
- Tokitenkū Yoshiaki (37), Mongools sumoworstelaar[194]
- John Wetton (67), Brits gitarist en zanger[195]

januari ·
februari ·
maart ·
april ·
mei ·
juni ·
juli ·
augustus ·
september ·
oktober ·
november ·
december
1900 ·
1901 ·
1902 ·
1903 ·
1904 ·
1905 ·
1906 ·
1907 ·
1908 ·
1909 ·
1910 ·
1911 ·
1912 ·
1913 ·
1914 ·
1915 ·
1916 ·
1917 ·
1918 ·
1919 ·
1920 ·
1921 ·
1922 ·
1923 ·
1924 ·
1925 ·
1926 ·
1927 ·
1928 ·
1929 ·
1930 ·
1931 ·
1932 ·
1933 ·
1934 ·
1935 ·
1936 ·
1937 ·
1938 ·
1939 ·
1940 ·
1941 ·
1942 ·
1943 ·
1944 ·
1945 ·
1946 ·
1947 ·
1948 ·
1949 ·
1950 ·
1951 ·
1952 ·
1953 ·
1954 ·
1955 ·
1956 ·
1957 ·
1958 ·
1959 ·
1960 ·
1961 ·
1962 ·
1963 ·
1964 ·
1965 ·
1966 ·
1967 ·
1968 ·
1969 ·
1970 ·
1971 ·
1972 ·
1973 ·
1974 ·
1975 ·
1976 ·
1977 ·
1978 ·
1979 ·
1980 ·
1981 ·
1982 ·
1983 ·
1984 ·
1985 ·
1986 ·
1987 ·
1988 ·
1989 ·
1990 ·
1991 ·
1992 ·
1993 ·
1994 ·
1995 ·
1996 ·
1997 ·
1998 ·
1999 ·
2000 ·
2001 ·
2002 ·
2003 ·
2004 ·
2005 ·
2006 ·
2007 ·
2008 ·
2009 ·
2010 ·
2011 ·
2012 ·
2013 ·
2014 ·
2015 ·
2016 ·
2017 ·
2018 ·
2019 ·
2020 ·
2021 ·
2022 ·
2023 ·
2024 ·
2025